# بارنول، آلبرتا
بارنول، آلبرتا (به انگلیسی: Barnwell, Alberta) یک منطقهٔ مسکونی در کانادا است که در آلبرتا واقع شده‌است. بارنول ۹۴۷ نفر جمعیت دارد و ۸۳۵ متر بالاتر از سطح دریا واقع شده‌است.